# Devarasalike, Hosanagara
Devarasalike là một làng thuộc tehsil Hosanagara, huyện Shimoga, bang Karnataka, Ấn Độ.